# البطولات الوطنية الأمريكية 1900 (كرة مضرب)
قائمة بالأبطال في 1900 البطولات الوطنية الأمريكية لكرة المضرب (المعروفة الآن باسم أمريكا المفتوحة):

## الكبار

### فردي رجال
مالكوم وايتمان هزم  ويليام لارنيد 6-4 1-6 6-2 6-2

### فردي سيدات
مارثي ماكآتر هزم  إيديث باركر 6-2, 6-2, 6-0